# Führerbefehl
Führerbefehl eller Führererlass (befaling/forordning fra Føreren) var en ordre eller forordning direkte fra Adolf Hitler til sine underordnede.
En vigtig kilde til ordningen var artikel 48 i Weimarforfatningen; da Hitler blev rigspræsident i 1933 benyttede han sig af denne artikel til at udstede "nødforordninger" (Notverordnungen). De stred ofte både mod øvrig tysk lov, og de kunne også være i strid med grundlæggende borgerrettigheder.
Med en vedtagelse i Rigsdagen den 26. april 1942 blev Hitlers autoritet yderligere retsligt styrket.
Et eksempel på Führerbefehl var en ordre, som bestemte, at alle specialstyrker der blev taget til fange af tyske styrker i Europa eller Afrika, skulle henrettes umiddelbart.